# Scavenger receptor
Gli scavenger receptor (SR), o recettori spazzini, sono recettori per la fagocitosi presenti su macrofagi e altre cellule che si legano a differenti componenti, come la parete cellulare batterica, e li rimuovono dal sangue. Le cellule di Kupffer nel fegato sono particolarmente ricche di recettori scavenger: SR-A I, SR-A II e MARCO.
Le funzioni degli scavenger receptor comprendono endocitosi, fagocitosi, adesione e trasmissione di segnali all'interno della cellula. Attraverso queste azioni i recettori scavenger partecipano alla rimozione di molte sostanze nocive eterologhe (estranee) e autologhe (dell'organismo stesso), come sostanze alterate e derivati delle cellule necrotiche, grazie ad una estesa specificità del ligando e ai numerosi tipi di molecole recettoriali. Proprio per il loro ampio spettro di ligandi eterologhi e autologhi, inclusi i PAMP (pathogen-derived molecular patterns), i recettori spazzini fanno parte dei recettori dell'immunità innata che riconoscono profili molecolari (pattern recognition receptors o PRRs).
Nelle lesioni aterosclerotiche, i macrofagi che esprimono i recettori sulla loro membrana plasmatica legano il  colesterolo LDL ossidato depositato nella parete dei vasi sanguigni e si trasformano in foam cells. Nella stessa misura, producono varie citochine, accelerando così lo sviluppo dell'aterosclerosi.

## Notizie storiche
Gli scavenger receptors sono stati descritti per la prima volta negli anni 70 da Michael Brown e Joseph Goldstein durante le loro ricerche sul ruolo del  colesterolo LDL nell'aterosclerosi e nell'ipercolesterolemia familiare. Questi autori hanno scoperto che i macrofagi dei pazienti con ipercolesterolemia familiare, pur essendo privi di recettori per le LDL (LDLR), erano capaci di endocitare le LDL per una via indipendente, da loro indicata come via spazzina (scavenger pathway). Studi successivi hanno dimostrato che attraverso questa via i macrofagi erano capaci di endocitare le LDL ossidate o modificate chimicamente (es. LDL acetilate) trasformandosi in cellule schiumose (foam cells), mentre questa trasformazione non avveniva con le LDL naturali. Il fenomeno venne attribuito alla presenza sui macrofagi di recettori spazzini, che a differenza dei recettori LDLR non sono soggetti a regolazione ad opera del colesterolo intracellulare.
Krieger ha prima (1988) isolato e poi (1990) clonato il primo recettore spazzino (SR-A) e alcuni anni dopo ha proposto la suddivisione in classi di questi recettori; ciascuna classe è ulteriormente suddivisa in tipi. Gli innumerevoli studi e le continue scoperte di nuovi membri hanno fatto sì che ogni recettore abbia più di una denominazione: ad esempio, lo scavenger receptor di classe A (SR-A) è indicato anche come SCARA1/SR-A1, macrophage scavenger receptor 1 (MSR1) o CD204.

## Tipi di recettore
I recettori spazzini sono un supergruppo di molecole molto diverse tra loro per struttura. Proprio a ragione di tale diversità si è preferito usare il termine supergruppo piuttosto che quello di superfamiglia, in quanto quest'ultimo presuppone una maggiore affinità tra i suoi membri. Gli scavenger receptors sono suddivisi in 10 classi (A-J) in base alle loro caratteristiche strutturali:
1. La classe A (SR-A) è principalmente espressa nel macrofago, nelle cellule di Kupffer e in una sottopopolazione di cellule dendritiche. Il recettore SR-A è costituito da una proteina integrale con peso molecolare di circa 80 kDa, che si assembla a costituire un trimero. La proteina ha una breve coda citoplasmatica e una voluminosa porzione extracellulare; in essa si riconoscono diversi domini: coda N-terminale nel citosol, dominio transmembrana, regione spaziatrice, dominio ad alfa elica, dominio del collagene ed estremità C-terminale ricca di cisteina o dominio SRCR (scavenger receptor cysteine-rich).[8] Gli SR-A hanno un ruolo importante nella fagocitosi di microrganismi patogeni.[9] I membri di questa classe comprendono: SR-AI, SR-AII, SR-AIII, MARCO (macrophage receptor with collagenous structure), SCARA5 (scavenger receptor A 5) e collettina o SRCL-I/II (scavenger receptor with C-type lectin domain).[7][10]
2. La classe B ha due regioni transmembrana, un'ansa extracellulare e le due estremità terminali citoplasmatiche; queste ultime sono implicate nella generazione di segnali intracellulari, mentre l'ansa extracellulare che è compresa tra i due domini transmembrana interagisce con i ligandi.[7] Appartengono alla classe SR-B1, SR-B2 (CD36) e SR-B3. SR-B1 e CD36 sono identificati come recettori delle LDL ossidate; CD36 è coinvolto nell'immunità naturale contro miceti e batteri.[11] Entrambe le proteine sono concentrate in microdomini specifici della membrana plasmatica, le caveole. SR-B1, CD36 e SR-B3 legano, tra l'altro, anche le HDL.[10][12][13]
3. La classe C è espressa solo in alcuni insetti (Drosophila). Si tratta di una proteina transmembrana il cui dominio N-terminale si trova in sede extracellulare.
4. Le classi D, E e F comprendono i recettori per le LDL ossidate SR-D1 (CD68 o macrosialina), SR-E1 (LOX-1) e SR-F1 (SREC1).[7][10] La classe E è costituita da recettori scavenger che possiedono domini simili alle lectine di tipo C (C-lectin-like) che riconoscono i carboidrati e include anche la Dectina-1, un recettore espresso su macrofagi, cellule dendritiche e neutrofili, e il recettore del mannosio (CD206).
5. La classe G è rappresentata da SR-G o chemochina 16 (CXCL16). La proteina è costituita da tre domini: extracellulare, transmembrana e citoplasmatico.[14][15] Il dominio extracellulare di SR-G può essere idrolizzato (scisso) dalle metalloproteasi e liberato dalla membrana come citochina solubile.[10]  Il recettore legato alla membrana interviene nella fagocitosi di batteri e nell'endocitosi di LDL ossidate e, come molecola adesiva, nell'interazione tra cellule dendritiche e linfociti T.[16]

## SR e aterosclerosi
Gli studi in vitro hanno evidenziato che SR-A1 e SR-B2 (CD36) sono i principali responsabili della formazione delle cellule schiumose (foam cells), mentre MARCO e CD68 hanno un ruolo minore. All'opposo dei recettori per le LDL fisiologiche (LDL-R), gli SR non sono deregolati (downregulated) dalla concentrazione del colesterolo intracellulare, per cui questo si può accumulare in eccesso nel citoplasma portando alla trasformazione dei macrofagi in foam cells.
Degli scavenger receptor di classe A e B soprattutto SR-AI e CD36 hanno importanza nello sviluppo dell'aterosclerosi. SR-AI è un recettore in grado di legare e endocitare le LDL modificate, anche se le sue funzioni sono ben più ampie, agendo esso come recettore dell'immunità innata e promuovendo non solo la fagocitosi, ma anche la proliferazione cellulare o l'apoptosi. Chen ha constatato che, in condizioni sperimentali, il 60-70% delle LDL ossidate è rimosso via CD36. Tuttavia l'assenza di SR-AI o di CD36 ha un impatto variabile sulla comparsa dell'aterosclerosi. In alcuni studi, i topi SR-AI-null, privi di tale recettore, mostrano una riduzione del 50-70% dell'endocitosi delle LDL ossidate o acetilate e una ridotta estensione delle lesioni aterosclerotiche. Altri studi sperimentali hanno però rilevato come le funzioni "spazzine" di SR-AI e CD36 sulle LDL ossidate possono essere compensate dall'intervento di altri scavenger receptors per le LDL modificate (non solo ossidate), per cui la loro delezione può non comportare una diminuzione dello sviluppo dell'aterosclerosi nei topi null.
All'opposto di quanto visto finora, SR-B1 si è rilevato un importante recettore per le HDL e ha mostrato un'azione protettiva contro la comparsa di lesioni aterosclerotiche, in quanto trasferisce il colesterolo dalle HDL al fegato (trasporto inverso del colesterolo). È espresso in maggior misura sugli epatociti e sulle cellule deputate alla sintesi degli ormoni steroidi. I topi SR-B1-null a dieta aterogena hanno un'aterosclerosi più grave rispetto ai controlli.
SR-E1 o LOX-1 (lectin-like oxidized low-density lipoprotein receptor) è un recettore a specificità multipla che può legare anche le LDL ossidate. È presente sulla membrana cellulare di cellule endoteliali e muscolari lisce dei vasi, oltre che di quelle dell'immunità innata (macrofagi e cellule dendritiche). Poiché i topi SR-E1-null sono apparentemente sani, il suo intervento nell'aterogenesi, sebbene dimostrato, sembrerebbe meno fondamentale rispetto ad altri scavenger receptor. Tuttavia LOX-1 concorre sia alla disfunzione endoteliale che alla proliferazione delle cellule muscolari lisce che caratterizzano l'aterosclerosi.